# Авне ле Бапом
Авне ле Бапом (фр. Avesnes-lès-Bapaume) насеље је и општина у североисточној Француској у региону Север-Па де Кале, у департману Па де Кале која припада префектури Арас.
По подацима из 2011. године у општини је живело 139 становника, а густина насељености је износила 44,98 становника/km². Општина се простире на површини од 3,09 km². Налази се на средњој надморској висини од 114 метара (максималној 132 m, а минималној 102 m).

## Демографија
| 1962. | 1968. | 1975. | 1982. | 1990. | 1999. | 2011. |
| ----- | ----- | ----- | ----- | ----- | ----- | ----- |
| 148   | 170   | 179   | 193   | 163   | 164   | 139   |

График промене броја становника у току последњих година